# Brachylomia bistigmata
Brachylomia bistigmata là một loài bướm đêm trong họ Noctuidae.